# 无茎刺葵
无茎刺葵（学名：Phoenix acaulis）为棕榈科刺葵属的植物。其种加词“acaulis”意为“无茎的”。分布在印度、缅甸以及中国大陆的广东、广西、云南等地，目前尚未由人工引种栽培。